# 蒙多尔福
蒙多尔福（義大利語：Mondolfo），是意大利佩萨罗-乌尔比诺省的一个市镇。总面积22.69平方公里，人口11879人，人口密度523.5人/平方公里（2008年）。ISTAT代码为041029。